# Ida Laurberg
Ida Engelgaar Laurberg (født 7. marts 2000), kendt under kunstnernavnet Ida Laurberg,  er en dansk sanger og sangskriver. Kendt for singler som "Puppy Dog Eyes", "Terrier", "Jeg Ka' Rigtig Godt Li' Dig" feat. Andreas Odbjerg, udgav hun i 2024 debutalbummet Bænkevarmer.

## Udgivelser

### Albums
| Titel                                                                      | Albumdetaljer                                                                        | Højeste placering | Certificering |
| Titel                                                                      | Albumdetaljer                                                                        | Danmark           | Certificering |
| -------------------------------------------------------------------------- | ------------------------------------------------------------------------------------ | ----------------- | ------------- |
| Bænkevarmer                                                                | - Udgivet: 22. marts 2024 - Selskab: Capitol Records Denmark Universal Musik Denmark | 17                |               |
| "—" markerer en udgivelse, hvor der ikke er registreret hitlisteplacering. |                                                                                      |                   |               |

### Singler
| År                                                               | Titel                                                 | Højeste placering | Certificering   | Album       |
| År                                                               | Titel                                                 | Danmark           | Certificering   | Album       |
| ---------------------------------------------------------------- | ----------------------------------------------------- | ----------------- | --------------- | ----------- |
| 2016                                                             | “Puppy Dog Eyes”                                      | —                 |                 |             |
| 2019                                                             | “Grayzone”                                            | —                 |                 |             |
| 2019                                                             | “My Chemistry”                                        | —                 |                 |             |
| 2020                                                             | “rip your shirt”                                      | —                 |                 |             |
| 2020                                                             | “Dirty”                                               | —                 |                 |             |
| 2020                                                             | “Why Don’t You”                                       | —                 | Phase Five (EP) |             |
| 2020                                                             | “Lost All Hope”                                       | —                 | Phase Five (EP) |             |
| 2020                                                             | “No. 1”                                               | —                 | Phase Five (EP) |             |
| 2020                                                             | “The Other Side”                                      | —                 | Phase Five (EP) |             |
| 2020                                                             | “Love Me Right’                                       | —                 |                 |             |
| 2021                                                             | "Stimulanser" (Tobias Rahim feat. Ida Laurberg)       | —                 | Guld            |             |
| 2021                                                             | “Run”                                                 | —                 |                 |             |
| 2021                                                             | “Feels So Loud”                                       | —                 |                 |             |
| 2021                                                             | “Personal Letters”                                    | —                 |                 |             |
| 2021                                                             | “Singing Mars A Lullaby”                              | —                 |                 |             |
| 2022                                                             | “God’s Work”                                          | —                 |                 |             |
| 2023                                                             | "Terrier"                                             | 6                 | Platin          | Bænkevarmer |
| 2023                                                             | "Jeg Ka' Rigtig Godt Li' Dig" (feat. Andreas Odbjerg) | 2                 | 2×Platin        | Bænkevarmer |
| 2023                                                             | “Mellem Mor Og Far”                                   | —                 |                 | Bænkevarmer |
| 2024                                                             | “Det’ Bare Sådan Det Ser Ud”                          | —                 |                 | Bænkevarmer |
| 2024                                                             | “god dag”(Andreas Odbjerg XLamin X Ida Laurberg)      | 39                |                 |             |
| 2024                                                             | “Min Ven”                                             | —                 |                 |             |
| "—" markerer en udgivelse der ikke opnåede en hitlisteplacering. |                                                       |                   |                 |             |

## Priser og nomineringer
| År   | Pris                | Kategori                  | Nomineret for                                         | Resultat  | Kilder |
| ---- | ------------------- | ------------------------- | ----------------------------------------------------- | --------- | ------ |
| 2023 | P3 Guld             | Lytterhittet              | "Terrier"                                             | Nomineret |        |
| 2023 | Danish Music Awards | Årets nye danske navn     |                                                       | Vundet    | [ 6 ]  |
| 2023 | Danish Music Awards | Årets danske hit          | "Jeg Ka' Rigtig Godt Li' Dig" (feat. Andreas Odbjerg) | Vundet    | [ 6 ]  |
| 2024 | EchoPrisen          | Årets hit                 | "Jeg Ka' Rigtig Godt Li' Dig" (feat. Andreas Odbjerg) | Nomineret |        |
| 2024 | GAFFA-Prisen        | Årets danske hit          | "Jeg Ka' Rigtig Godt Li' Dig" (feat. Andreas Odbjerg) | Nomineret |        |
| 2024 | Danish Music Awards | Årets nye danske livenavn |                                                       | Nomineret |        |